# Huelma (kommunhuvudort)
Huelma är en kommunhuvudort i Spanien.   Den ligger i provinsen Provincia de Jaén och regionen Andalusien, i den södra delen av landet, 300 km söder om huvudstaden Madrid. Huelma ligger 1 004 meter över havet och antalet invånare är 6 159.
Terrängen runt Huelma är huvudsakligen kuperad, men norrut är den bergig. Runt Huelma är det ganska glesbefolkat, med 22 invånare per kvadratkilometer. Huelma är det största samhället i trakten. Trakten runt Huelma består till största delen av jordbruksmark.